# أرت إيفرت
أرت إيفرت هو موجه قوارب ‏ كندي، ولد في 2 فبراير 1891 في تورونتو في كندا، وتوفي في 1983.

## وصلات خارجية
- أرت إيفرت على موقع الاتحاد الدولي للتجديف (الإنجليزية)
- أرت إيفرت على موقع أوليمبيديا (الإنجليزية)